# The Sims 4: Экологичная жизнь
The Sims 4: Экологичная жизнь (англ. The Sims 4 Eco Lifestyle) — девятое дополнение к компьютерной игре The Sims 4. Выход игры состоялся 5 июня 2020 года как на персональные компьютеры, так и на игровые приставки. Дополнение вводит загрязнённый мусором и отходами город. Сим совместно с другими жителями города может заниматься очищением города от мусора, чтобы превратить его в зелёный и чистый оазис, заниматься вторичной переработкой мусора, создавая из отходов разные предметы или продвигая экологические способы добычи энергии и воды. Дополнение также вводит автономные общины, определяющие характер общественной жизни района. Управляемый персонаж может стать участником общины и продвигать собственные идеи.
Создание дополнения стало итогом желания разработчиков привлечь внимание к загрязнению природы и проблемам, связанным с изменением климата, при этом данная тематика в той или иной степени затрагивалась в предыдущих расширениях к The Sims 4. С точки зрения игрового процесса, разработчики хотели создать гибкий сценарий развития городка и соседства, чтобы он разнился у каждого отдельного игрока. Сам городок также резко выделяется от остальных миров The Sims 4 своим «несовершенным» видом, что также подойдёт игрокам-рассказчикам, чей сеттинг требует наличия пространств, находящихся в состоянии упадка.
Ещё до выпуска, показанный трейлер к игре вызвал массовые споры среди определённой части фанатской аудитории, разочарованной тематикой дополнения, которая по их мнению не вызывала интереса. Разработчиков даже обвиняли в корыстной эксплуатации темы экологии, тем не менее защитники указывали на то, что «Экологичная жизнь» поспособствует повышению осведомлённости экологический темы среди молодёжи.
Игровые критики заметили, что несмотря на спорную или неинтересную тематику по мнению части фанатов, дополнение «Экологичная жизнь» раскрыло себя, как достаточно глубокую стратегию, используя как и все преимущества симуляции жизни базовой игры, так и принося новшества, позволяя игроку прибегать к самым разным сценариям борьбы с загрязнением, так и влиять своими решениями на развитие городка и общества. Неоднозначную оценку получил представленный с дополнением городок, по мнению некоторых критиков слишком пустой и статичный.

## Игровой процесс
Девятое дополнение вводит городок под названием Евергрин Харбор (англ. Evergreen Harbor, рус. Вечнозелёная Гавань), промышленный городок, который, однако, оказался в состоянии упадка, затянут грязным туманом и завален мусором и отходами. Действия игрового персонажа влияют на окружающее пространство городка. Дополнение вводит шкалу загрязнения воздуха: действия персонажа влияют на то, сколько смога будет летать в окружающем пространстве, при его высокой концентрации, воздух покрывается желтоватой дымкой, а сами симы будут страдать от кашля. Игра предоставляет множество способов положительно или отрицательно влиять на воздух: использование солнечных батарей, ветряных мельниц, устройств для сбора росы итд. При достижении максимальной чистоты воздуха, можно наблюдать ночью северное сияние. При этом механика загрязнения окружающего пространства распространяется на остальные города The Sims 4 кроме Стрейнджервиля, Гранит Фоллз и Сельвадорады, сам игрок может отключить данную опцию в настройках игры.

Дополнение позволяет заниматься вторичной переработкой отходов

Одна из основных идей дополнения завязана на идее вторичной переработки, позволяя симу вести образ жизни фригана. Сим может собирать мусор и перерабатывать его с помощью утилизатора, получая отдельные компоненты. Также в мусоре можно найти множество ещё пригодных для использования предметов для бытовой жизни, сим может привести найденные предметы в надлежащий вид, при наличии специального устройства. Персонаж может фактически обустроить весь свой дом, не потратив ни одного симолеона. Также из вторичного сырья можно создавать на домашнем конструкторе новые предметы, мебель, технику. Помимо прочего, игра вводит возможность создавать свечи и напитки-шипучки. В мусорных баках можно найти коллекционные предметы, не доступные для создания или в режиме покупки. Помимо прочего, игра позволяет выращивать растения в вертикальном саду, искусственное мясо и разводить насекомых, чтобы получать из них биотопливо, шёлк, а также использовать в качестве мясозаменителя в блюдах.
«Экологичная жизнь» вводит две карьеры: строительный инженер, где от сима требуется организовать благоустройство города, а также внештатный производитель, позволяя продавать созданные предметы.
Дополнение также позволяет организовывать так называемые сообщества-коммуны, которые могут осваивать пустующие и заваленные мусором пространства, превращая их в общественные пространства: садоводства, пространства для искусства, или уличные рынки. Решение создать тот или иной тип пространства является итогом голосования коммуны, в участии которой также может принимать и управляемый персонаж. Игра вводит так называемые очки влияния, которые можно использовать для того, чтобы повысить влияние своего голоса. Участие в голосовании устанавливает разные правила для районов, например день без воды, также голосование требуется для того, чтобы пространство района очистили от мусора и облагораживали.
Расширение «Экологичная жизнь» вводит ряд усовершенствований в режиме строительства в рамках экологической повестки. В частности, персонаж может снизить арендную плату, используя на своём участке ветряные турбины, солнечные панели, устройства для сбора росы. Персонаж также может выращивать еду в собственном вертикальном саду и украшать дом мебелью, собственноручно сделанной из вторичного сырья. Помимо прочего, дополнение вводит малоэтажные апартаменты.
| Основной список расширений  | Описание |
| --------------------------- | --- |
| Главная тема дополнения     | Экология, вторичная переработка мусора, комунны |
| Новый игровой мир           | Евергрин Харбор |
| Стиль нового игрового мира  | Бывший промышленный город Среднего Запада Америки |
| Новый тип участка           | Коллективное пространство |
| Расширение геймплея         | Возможность добывать мусор, перерабатывать его, утилизировать предметы, разводить насекомых, заниматься соковарением, создавать свечи, предпринимать меры по очищению воздуха и принимать участие в развитии комунны |
| Новые навыки                | Производство, соковарение |
| Новые интерактивные объекты | мусорный бак, вертикальный сад, электрогенератор, соковый аппарат, ферма для насекомых, стол для создания свечей, преобразователь, утилизатор, доска общественного мнения                                            |
| Новые карьеры               | Строительный инженер, фрилансер-производитель |
| Стиль мебели                | современный стиль, мебель, созданная из вторсырья, несколько предметов из базовой The Sims 2000 года |
| Новый вид смерти            | смерть от нападения роя мух |

## Разработка
Евергрин Харбор стал во франшизе The Sims 4 третьим динамично развивающимся городком, раннее такие локации предоставляли дополнения «Стрейнджервиль» и «Жизнь на Острове». Ещё в 2018 году разработчики говорили о том, что заинтересованы выпускать расширения с геймплеем, завязанным на изменения событий в игровом мире.
Разработка «Экологичной жизни» началась после выпуска дополнения «В Университете», команда была заинтересована в создании чего то совершенно нового и в итоге экспериментального расширения, предоставляющего игроку возможность влиять своими действиями на сообщество и окружение симов. Разработчики признались, что вместе с данным расширением вложили свои собственные идеи и мировоззрения. Тем не менее разработчики не хотели идти наперекор изначальной ценности франшизы The Sims — создавать нейтральное пространство, где игрок может экспериментировать с различными идеями не через призму осуждения, само же дополнение не навязывает игроку определённые идеи а наоборот показывает влияние определённых решений, сделанных игроком. Команда заметила, что тематика «эко-дополнения» позволит многим игрокам рассказать, как их персонажи вели более экономный и зелёный образ с жизни, и вероятно некоторые из игроков захотят сами перенять опыт персонажей и в реальности.
Помимо прочего, городок Евергрин Харбор — единственный игровой мир в The Sims 4, наделённый множеством визуальных недостатков, учитывая, что все предыдущие миры, как выразились разработчики были «идеальными и красивыми». Городок в том числе создавался специально для игроков-создателей историй, учитывая, что иногда для их сеттинга требуются грязные пространства. При создании городка, команда черпала вдохновение у пригородных зон тихоокеанского северо-запада северной Америки, в частности у таких городов, как Портленд или Сиэтл. В частности данные города известны, как центры уличного искусства и в целом разных художественных направлений на континенте. Разработчики желали также передать атмосферу данных городов и продемонстрировать возможность объединения сообщества для развития города и создания уникального искусства.
Помимо экологической повестки, разработчики создали дополнение таким образом, чтобы игра реагировала на действия игрока, подстраивала под него развитие событий и построение нового соседства. В итоге опыт развития городка разный у каждого отдельного игрока. Однако если обобщить, то игрок может пойти по трём основным сценариям: не оказывать никакого влияния, покупая материалы из интернета или редактора строительства, развивать «зелёный сценарий», то есть создавать возобновляемые источники энергии, заниматься вторичной переработкой мусора, или же пойти по «промышленному пути», способствуя дальнейшему загрязнению окружающей среды. В геймплей окружающей среды также включены некоторые действия персонажей из базовой игры, которые влияют на развитие того или иного сценария, например занятие садоводством способствует развитию зелёного сценария, использование костра, или запуск ракеты — промышленного.
Для разработчиков было важно не просто ввести тему экологии с дополнением, а сделать данный игровой процесс динамичным и увлекательным, в независимости от того, в каком направлении продвигается игрок. Для достижения данной цели, разработчики в том числе поделили счета за дом на три категории, мотивируя игрока разными способами экономить на счёте, например сделать так, чтобы он как можно, больше пребывал за пределами участка, или наоборот заработал деньги на продаже энергии из топливосжигательных генераторов.

## Анонс и выход
Впервые о предстоящей разработке девятого дополнения к The Sims 4 стало известно в начале апреля 2020 года, когда Майкл Дьюк, продюсер The Sims Studio подтвердил ход разработки, а также предупредил, что тема дополнения будет для всех неожиданной, так как раннее не встречалась в истории франшизы The Sims. 5 мая стал доступен тизер предстоящего дополнения с изображением вертящейся турбины. Официальный анонс расширения состоялся 6 мая вместе с показанным трейлером. Выход дополнения был запланирован 5 июня для персональных компьютеров Windows и macOS, а также игровых приставок PlayStation 4 и Xbox One. Это также первое расширение для The Sims 4, вышедшее в один день для компьютеров и приставок.
Редакция Игромания, реагируя на анонс, в шутку назвала Евергрин Харбор «городом для Греты». Представители Residententertainment назвали дополнение уникальным в своём роде, прежде никогда не встречающемся во франшизе The Sims. Представители Polygon заметили, в целом тенденцию, что разработчики The Sims 4 начали активно обращаться к теме экологии, начиная с дополнения «Жизнь на острове» в 2019 году, а затем в каталоге «Компактная Жизнь» 2020 года. Редактор сайта Metro.co указал на то, что геймплей «Экологичной жизни», завязанный на крафте, имеет некоторые сходства с Animal Crossing. Представители iTechpost приметили, что девятое дополнение несомненно порадует игроков, играющих за симов-веганов.
Вместе с выходом дополнения, разработчиками было выпущено обновление, которое однако стало причиной возникновения множественные багов. Игровую прессу привлекла ошибка, из-за которой мужские персонажи писали огнём. Помимо прочего, игроками была обнаружена брешь в игровом процессе «Экологичной жизни», позволяющая перерабатывать урны с прахом и создавать из них пищу, то есть фактически совершать акт каннибализма.

### Споры
Выпущенный трейлер стал причиной гневной реакции среди многих представителей фанатского сообщества The Sims 4, которые выразили разочарование показанным содержимым. Негативная реакция стала также следствием массовых спекуляций на тему того, что следующее дополнение должно было тематически быть связано с фермой, домашним скотом и лошадьми. Противники также считали, что трейлер не показал каких либо инновационных элементов геймплея, а разработчики по их мнению лишь переосмыслили расширения, уже наличествующие в ранних дополнениях. Выпущенный трейлер получил 30,000 дизлайков, или примерно треть от всех оценок. Защитный пост написала редакция TheGamer, заметив, что многие фанаты позволяют себе оставлять оскорбительные комментарии в адрес разработчиков, только потому, что «именно им не нравится эта тема», учитывая, что разные тематики расширений призваны удовлетворять интересы и разных игроков. Редактор также заметил, что как оказалось, один из несколькими годами раннее проведённых опросов показал, что тема об экологии оказалась одной из самых запрашиваемых тем. Те не менее редакция не оправдывала само расширение, назвав «Экологичную жизнь» признаком того, что разработчики в попытке ещё растянуть жизненный цикл The Sims 4 начинает обращаться к достаточно странным и нишевым темам. Редакция также попыталась дать ответ отрицательной реакции многих фанатов, заметив, что дополнение противоречит фундаментальному принципу The Sims — побегу от реальности и изображении идеального мира. Экологичная жизнь же вносит в игру «проблему» из реального мира, нарушает идиллию. Причиной такой реакции также могла стать достаточна нишевая тематика дополнения, в частности в результате опроса, проведённого редакцией Digital Spy, такие темы, как «окружающая среда» или «веганизм» заняли последние места в списке нововведений, которые игроки желали бы видеть игроки в The Sims 4.
Противники также обвиняли создателей в попытке пиара на модной теме экологии, «извлечь коммерческую выгоду из реального глобального кризиса», учитывая, что EA Games раннее никогда не жертвовала средства в благотворительные организации по сохранению климата. Другая часть пользователей стали на защиту темы дополнения, утверждая что «Экологичная жизнь» хотя и является образцом «зелёного камуфляжа», однако учитывая крупную игровую аудиторию The Sims 4, оно сумеет повысить у подростков осведомлённость об экологической проблеме и зелёном активизме.

## Музыка

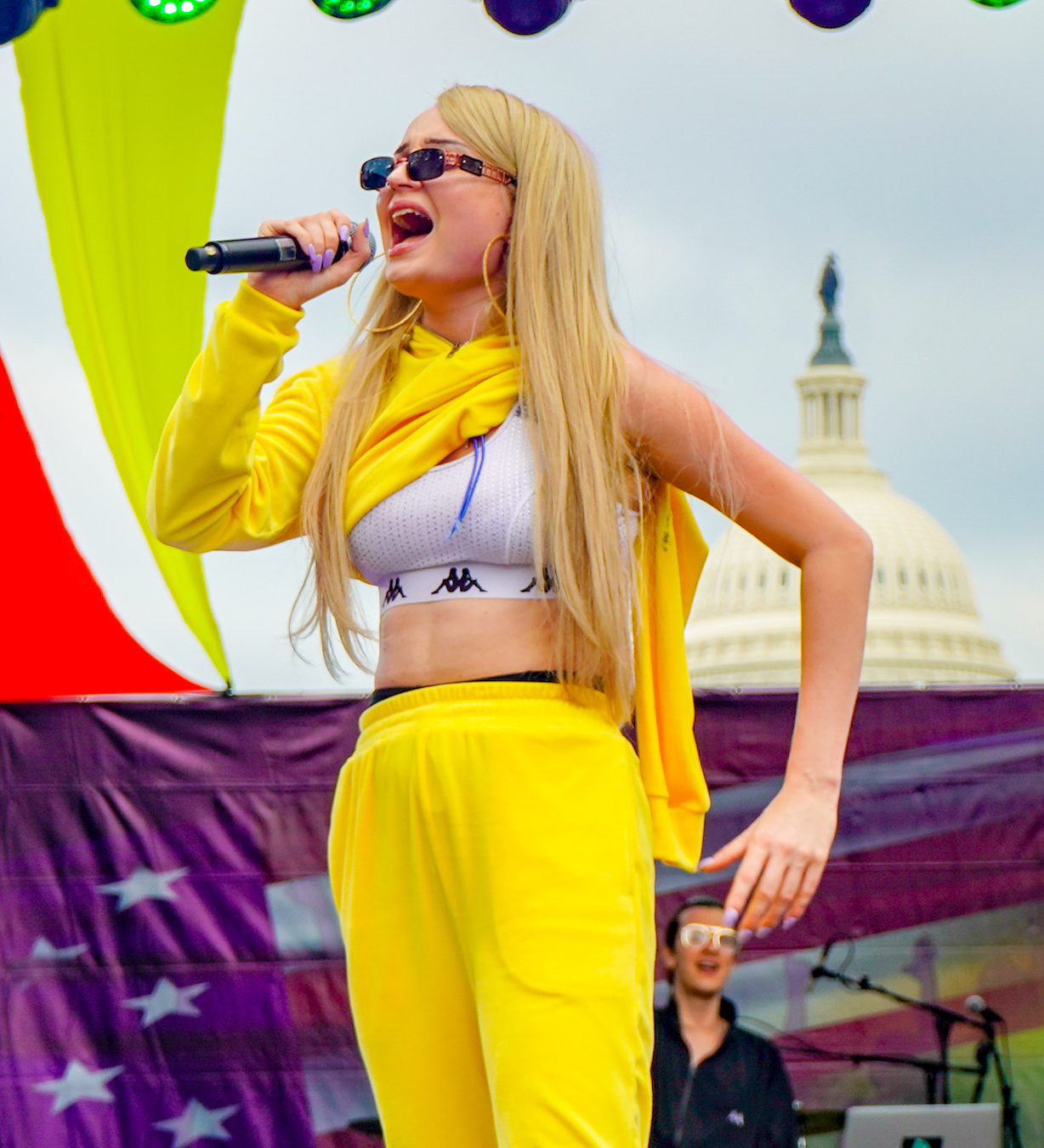
Ким Петрас, одна из певиц, записавшая на симлише свою песню для дополнения «Экологичная Жизнь»

Следуя традициям, вместе с данным дополнением были добавлены перезаписанными на симлише синглы, среди которых например были поп-певица Ким Петрас или инди-музыкант Алек Бенджамин.
| №   | Название                  | Автор(ы)             | жанр/звучит в? | Длительность |
| --- | ------------------------- | -------------------- | -------------- | ------------ |
| 1.  | «Mr. Boboto»              | Bobobath             | электро        | 3:26         |
| 2.  | «Bobolicious»             | Bobobath             | электро        | 3:20         |
| 3.  | «Monday Nite Cabin Fever» | MC Llama lot         | электро        | 3:40         |
| 4.  | «Malibu»                  | Ким Петрас           | поп            | 3:07         |
| 5.  | «Water Fountain»          | Алек Бенджамин       | инди           | 3:36         |
| 6.  | «Devotion»                | Тейлор Янцен         | инди           | 2:47         |
| 7.  | «Corlafonoo»              | Бобби Джойнер        | американа      | 3:19         |
| 8.  | «Long Walk»               | Брэнди Кларк         | американа      | 2:41         |
| 9.  | «Simzahoo»                | Джонни Уэлвуд        | американа      | 3:18         |
| 10. | «Take The Journey»        | Молли Таттл          | американа      | 2:45         |
| 11. | «Michigan»                | The Milk Carton Kids | американа      | 5:23         |

## Критика
| Сводный рейтинг    | Сводный рейтинг |
| Агрегатор          | Оценка          |
| ------------------ | --------------- |
| Metacritic         | 82/100          |
| Иноязычные издания |                 |
| Издание            | Оценка          |
| GamesRadar+        | [ 43 ]          |
| Impulsegamer       | [ 44 ]          |
| God is a Geek      | 8,5             |
| COGconnected       | 82 %            |
| Screen Rant        | [ 47 ]          |
| Digital Spy        | [ 48 ]          |
| Gamingtrend        | 65 %            |

Оценки игровых критиков в целом можно охарактеризовать, как положительные. «Экологичная жизнь» по состоянию на 2020 год заняло второе место в списке лучших дополнений к The Sims 4 по версии критиков. Обозреватели сошлись во мнении, что даже несмотря на споры, возникшие вокруг тематики дополнения, «Экологичная жизнь» стало уникальным в своём роде, позволяя игроку влиять на окружающее пространство и развитие сценариев городка и в том числе позволяя углубляться в симуляцию жизни под новым углом.
Дополнение главным образом похвалили за предоставленный игровой процесс, открывающий доступ к новым сценариям симуляции жизни, в частности возможность добывать ресурсы для «крафта» уникальных предметов или поиск/починка выброшенных предметов. Другое преимущество — возможность повлиять на развитие городка и комунны через общественную деятельность. Дополнение можно причислить к тому типу расширений, которые меняют и дополняют правила мира и базового геймплея, как например «Времена Года». Критик сайта IGN заметил, что «Экологичная жизнь» вполне оправдала себя, как игра, привносящая новую глубину в игровой процесс и предоставляющая возможность игроку влиять своими решениями на окружающее пространство. Представитель сайта ScreenRant назвал главной особенностью дополнения механику действий соседства, систему голосования, возможность «инвестировать» в игровой мир и помимо геймлея эко-тематики и фриганства, расширенные возможности жить вне территории дома, что подойдёт хардкорным игрокам, любящим например играть за бездомных симов. Представить сайта GamesRadar похвалил дополнение за интеграцию механики окружающей среды в другие городки симулятора жизни, а также за введение в игру элементов микроменеджмента, которые заставят игрока напрячься для достижения заданной цели. Критик Impulsegamer восторженно заметил, что кажется дополнение в начале дразнит игрока, не позволяя ему моментально добиться поставленных целей, «Экологичная жизнь» по мнению рецензента требует полного сосредоточения и погружения, чтобы игрок смог в полной мере насладится всеми возможностями дополнения. Вдобавок критик оценил факт того, что персонаж может наоборот мусорить вокруг и ухудшать состояние воздуха, что оценят некоторые игроки-тролли. Отдельно критик Screenrant заметил, что как обычно, новый геймплей недоступен для детей и младенцев и это может разочаровать любителей семейного геймплея. Тем не менее он назвал предоставленную коллекцию мебели и предметов интерьера восхитительными и просто необходимыми для наличия игроками, увлекающимися архитектурой.
Отдельно критик IGN предупредил, что игра достаточно сложна, в зависимости от того, на сколько радикально игрок решит придерживаться образа жизни фригана или экоактивиста. Тем не менее со временем, вложенные ресурсы и время, в полной мере оправдывают себя.
Как бы банально это не звучало, но «Экологичная Жизнь» позволяет мне жить в мире, где мой выбор действительно имеет значение.
Оригинальный текст (англ.)It may seem trite, but Eco Lifestyle lets me live in a world where my choices actually matterАлисса Мерканте, редактор GamesRadar
Предметом внимания также стала необычность по меркам франшизы The Sims тематики самого дополнения. Часть критиков, комментируя споры до выхода «Экологичной жизни» в итоге пришли к выводу, что фанаты из-за этого сильно недооценили содержание дополнения. Например представитель IGN похвалил «Экологичную жизнь» за образовательную ценность и повышение осведомлённости о проблемах загрязнения окружающей среды, при этом такая же тема затрагивалась и в дополнении «Жизнь на острове». Представитель God is a Geek похвалил разработчиков за то, что они решили активно подтолкнуть игрока задуматься о том, что жить можно ради большего блага, чем просто обладание лучшими материальными ценностям. Критик GamesRadar утверждал, что «Экологичная жизнь» получилось самым идеологически ангажированным расширением в истории The Sims и в некоторой степени клишированным, создавая впечатление того, что задача спасения окружающей среды лежит за карикатурными «пирсингованными хипстерами» из Портландии. Похожее мнение оставил критик Impulsegamer заметив, что с первого взгляда может показаться, что «Экологичная Жизнь» — это грандиозный троллинг со стороны разработчиков, а обсуждение темы расширения как будто звучало так: «О чуваки, давайте сделаем крутых хипстеров с новым эко-дополнением, потому что знаешь… только хипстеры заботятся об окружающей среде». Другой редактор сайта GamesRadar наоборот выразил восхищение, заметив, что дополнение позволят придерживаться зелёного образа жизни, которые не допускают старые бумеры. Редактор сайта Critic с сарказмом заметил, что дополнение позволяет вести образ жизни «воина социальной справедливости». Критик Rock, Paper, Shotgun, считает, что дополнение вышло на волне моды экономии ресурсов и заботы об окружающей среды. Сдержанное мнение оставила представительница GamingTrend, заметив, что дополнение умудрилось предоставить увлекательный и динамичный игровой процесс, но испорченный неинтересной, нишевой тематикой. Критик призналась, что получала куда большее удовольствие, пробуя дополнения со знаменитостями, ночной жизнью, магией и прочей оккультной тематикой.
Неоднозначную оценку получил городок Евергрин Харбор. В частности критики назвали предоставленные локации посредственным и пустующим. Так, критик ScreenRant упрекнул окружающие пространства за недостаток взаимодействия, похожие скорее на огромные фасады, например игрок не может собирать лежащий вокруг мусор, а по мере прохождения, мир меняется статично и наполняется яркими и даже порой неуместными постройками. Критик Rock, Paper, Shotgun также указала на то, что представленные районы чувствуются пустыми декорациями к фильму, которые нельзя использовать. Отдельно критик GamesRadar похвалил дополнение за новые возможности кастомизации персонажей, однако назвал коллекцию одежды «отвратительной».

### Комментарии
1. ↑  Greenwashing — определение, обозначающее нечестный маркетинговый ход, когда какой либо продукт позиционируется, как «зелёный», «экологичный», однако он включает в себя ядовитые химические вещества, или же его производство способствует загрязнению окружающей среды

1. ↑  The Sims 4 Eco Lifestyle Launches Today on PC, Mac, and Consoles, Letting Players Explore Living a New Green, Sustainable Lifestyle (англ.). businesswire (5 июня 2020). Дата обращения: 7 июня 2020. Архивировано 7 июня 2020 года.
2. ↑  Die Sims 4: Ab 5. Juni wird nachhaltig gelebt - News | GamersGlobal.de (нем.). gamersglobal. Дата обращения: 7 июня 2020. Архивировано 21 июня 2020 года.
3. ↑  The Sims 4 Экологичная Жизнь. Дополнение [PC, Цифровая версия]. 1c-interes. Дата обращения: 7 июня 2020. Архивировано 15 января 2021 года.
4. ↑  Raquel Cardoso de Castro. A trajetória do Homo Sapiens com videogames. — 2021. — С. 78. — 163 с.
5. 1 2 3  Greener Paths Await in The Sims 4 Eco Lifestyle, Available June 5 (англ.). www.businesswire.com (6 мая 2020). Дата обращения: 6 мая 2020. Архивировано 14 мая 2020 года.
6. ↑  Lisa Nguyen. More Information About Upcoming The Sims 4 Eco Lifestyle Expansion Pack Revealed Plus A Ladder Update Happy Gamer (англ.). HappyGamer (10 мая 2020). Дата обращения: 11 мая 2020. Архивировано 11 мая 2020 года.
7. 1 2 3 4  Marthe de Ferrer. Is The Sims eco edition ‘profiting off the global climate crisis’? (англ.). living (13 мая 2020). Дата обращения: 14 мая 2020. Архивировано 19 мая 2020 года.
8. 1 2 3  Dave Irwin. The Sims 4 Eco Lifestyle release date, trailer, gameplay (англ.). Rock, Paper, Shotgun (20 мая 2020). Дата обращения: 20 мая 2020. Архивировано 10 июня 2020 года.
9. 1 2 3 4  Город для Греты: авторы The Sims 4 анонсировали дополнение Eco Lifestyle. igromania. Дата обращения: 6 мая 2020. Архивировано 10 мая 2020 года.
10. ↑  Выведите защиту экологии на новый уровень в «The Sims 4 Экологичная жизнь» (недоступная ссылка — история). TheSimsClub (19 мая 2020). Дата обращения: 20 мая 2020.
11. ↑  Antoinette Muller. Sims 4 Eco Lifestyle apartments: Exterior build changes and other details (англ.). extratime.media (22 мая 2020). Дата обращения: 27 мая 2020. Архивировано 16 июня 2020 года.
12. ↑  The Sims 4 Encourages You to Clean Up the Earth With Expansion Pack (англ.). CBR (6 мая 2020). Дата обращения: 6 мая 2020. Архивировано 10 мая 2020 года.
13. ↑  SimGuruGrant о новом контенте и идеях игроков. TheSimsClub (25 декабря 2018). Дата обращения: 6 мая 2020. Архивировано 10 августа 2020 года.
14. 1 2  The Sims 4 producer talks about a 'Green future' with Eco Lifestyle (англ.). Shacknews. Дата обращения: 8 июля 2020. Архивировано 6 июля 2020 года.
15. 1 2 3 4 5 6  Andrew Webster. The Sims 4’s next expansion lets you live an eco-friendly life — or the opposite (англ.). The Verge (22 мая 2020). Дата обращения: 26 мая 2020. Архивировано 30 мая 2020 года.
16. ↑  Jess Lee. The Sims 4 shares first details of new packs coming in 2020 (англ.). Digital Spy (7 апреля 2020). Дата обращения: 6 мая 2020. Архивировано 1 мая 2020 года.
17. ↑  The Sims 4's next expansion possibly leaked, trailer coming tomorrow. Digital Spy. 5 мая 2020. Архивировано 8 мая 2020. Дата обращения: 6 мая 2020.
18. ↑  *BREAKING* The Sims 4: New Expansion Pack - Eco Lifestyle DLC, trailer, release date, features & more (англ.). RealSport (6 мая 2020). Дата обращения: 6 мая 2020. Архивировано 20 сентября 2020 года.
19. ↑  Go green in the Sims 4 Eco Lifestyle expansion coming this June. msn. Дата обращения: 6 мая 2020.
20. ↑  Lisa Nguyen. Mod Users On PC Can Prepare Now For The Upcoming Sims 4 Update This Tuesday Happy Gamer (англ.). HappyGamer (31 мая 2020). Дата обращения: 1 июня 2020. Архивировано 4 июля 2020 года.
21. ↑  The Sims 4: Eco Lifestyle Expansion Pack – Announcement (англ.). Resident Entertainment (11 мая 2020). Дата обращения: 11 мая 2020. Архивировано 19 мая 2020 года.
22. ↑  Petrana Radulovic. Make the virtual outside beautiful with The Sims 4 Eco Lifestyle (англ.). Polygon (6 мая 2020). Дата обращения: 6 мая 2020. Архивировано 9 мая 2020 года.
23. ↑  The Sims 4 gets new expansion Eco Lifestyle, out this June (англ.). Metro (6 мая 2020). Дата обращения: 7 мая 2020.
24. 1 2  iTech Post. Sims 4 Gets an Environment-Friendly Expansion Pack Called Eco Lifestyle: Here's What to Look Forward to (англ.). iTech Post (7 мая 2020). Дата обращения: 7 мая 2020. Архивировано 7 мая 2020 года.
25. ↑  Alice Bell. The Sims 4’s latest patch fixes more crashes and broken saves, if not the flaming pee (англ.). Rock, Paper, Shotgun (11 июня 2020). Дата обращения: 12 июня 2020. Архивировано 12 июня 2020 года.
26. 1 2  The Sims 4 Sees Burning Pee After Recent Patch (англ.). Power Up Gaming (10 июня 2020). Дата обращения: 12 июня 2020. Архивировано 28 сентября 2020 года.
27. ↑  It Burns When Sims Pee In New Update Bug (англ.). TheGamer (6 июня 2020). Дата обращения: 12 июня 2020. Архивировано 12 июня 2020 года.
28. ↑  Should it burn when you pee? Asking for my sims (англ.). Destructoid. Дата обращения: 12 июня 2020. Архивировано 7 августа 2020 года.
29. ↑  The Sims 4 Eco Lifestyle Lets Sims Eat One Another's Recycled Remains (англ.). ScreenRant (10 июня 2020). Дата обращения: 12 июня 2020. Архивировано 12 июня 2020 года.
30. 1 2  Why The Sims 4's Latest Expansion Pack Is Receiving Backlash (англ.). CBR (7 мая 2020). Дата обращения: 7 мая 2020. Архивировано 11 мая 2020 года.
31. ↑  Antoinette Muller. The Sims 4 Eco Lifestyle expansion will bring pollution to all worlds Extra Time Media (англ.). https://extratime.media/.+Дата обращения: 9 мая 2020. Архивировано 18 мая 2020 года.
32. ↑  Tom Buckl. Let’s talk about The Sims 4 | Forge (англ.). Дата обращения: 4 июня 2020. Архивировано 4 июня 2020 года.
33. ↑  The Sims 4's New DLC Look Like It Has LOTS Of Recycled Animations (англ.). ScreenRant (20 мая 2020). Дата обращения: 21 мая 2020. Архивировано 27 мая 2020 года.
34. ↑  The Sims 4: Eco Lifestyle Using Recycle Animations • Wowkia.com (англ.). Wowkia.com (20 мая 2020). Дата обращения: 21 мая 2020. Архивировано 21 октября 2020 года.
35. 1 2  Simmers Are NOT Happy About The Sims 4's Eco Lifestyle Expansion Pack (англ.). TheGamer (9 мая 2020). Дата обращения: 10 мая 2020. Архивировано 12 июня 2020 года.
36. ↑  10 Most Controversial Things To Have Happened In The History Of The Sims Franchise (англ.). TheGamer (23 августа 2020). Дата обращения: 9 сентября 2020. Архивировано 14 октября 2020 года.
37. ↑  Why Are People So Mad About The Sims 4 Eco Lifestyle Expansion Pack? (англ.). TheGamer (12 мая 2020). Дата обращения: 12 мая 2020. Архивировано 26 мая 2020 года.
38. ↑  Shaun Prescott. A lot of Sims 4 players are annoyed about the new Star Wars Game Pack (англ.). PC Gamer (28 августа 2020). Дата обращения: 28 августа 2020. Архивировано 7 сентября 2020 года.
39. 1 2 3  Лев Гринберг. Стечение мыслей: обсуждение дополнения «Экологичная жизнь» к The Sims 4. КГ-Портал. Дата обращения: 6 мая 2020. Архивировано 10 мая 2020 года.
40. 1 2 3  Your Sims Can Now Live Zero-Waste Lifestyles, Just Like You (англ.). Green Matters. Дата обращения: 12 мая 2020. Архивировано 22 мая 2020 года.
41. ↑  Alyssa Mercante 22 May 2020. The Sims 4 Eco Lifestyle pack lets me live the green life boomers won't let me have IRL (англ.). gamesradar. Дата обращения: 26 мая 2020. Архивировано 23 мая 2020 года.
42. ↑  The Sims 4: Eco Lifestyle (англ.). Metacritic. Дата обращения: 27 июня 2020. Архивировано 18 июня 2020 года.
43. 1 2 3 4 5  Alyssa Mercante 09 June 2020. The Sims 4 Eco Lifestyle review: "The green life isn't a simple one, but it's certainly fulfilling" (англ.). gamesradar. Дата обращения: 12 июня 2020. Архивировано 10 июня 2020 года.
44. 1 2 3  Jeremy Carr. The Sims 4 Eco Lifestyle Review (англ.). impulsegamer (16 июня 2020). Дата обращения: 27 июня 2020. Архивировано 26 июня 2020 года.
45. 1 2  The Sims 4: Eco Lifestyle Expansion review (англ.). GodisaGeek.com (25 июня 2020). Дата обращения: 27 июня 2020. Архивировано 27 июня 2020 года.
46. ↑  The Sims 4: Eco Lifestyle Review - Trash Never Looked So Good (англ.). COGconnected. Дата обращения: 27 июня 2020. Архивировано 18 июня 2020 года.
47. 1 2 3 4 5 6 7  The Sims 4 Eco Lifestyle Expansion Pack Review (англ.). ScreenRant (10 июня 2020). Дата обращения: 12 июня 2020. Архивировано 12 июня 2020 года.
48. ↑  Jess Lee. The Sims 4: Eco Lifestyle review – a breath of fresh air (англ.). Digital Spy (15 июня 2020). Дата обращения: 27 июня 2020. Архивировано 26 июня 2020 года.
49. 1 2 3  Holly Hudspeth, Holly Hudspeth. Get your trash grabber ready, we're cleaning up this place --- The Sims 4 Eco Lifestyle review (англ.). GAMING TREND (29 июня 2020). Дата обращения: 11 июля 2020. Архивировано 18 июля 2020 года.
50. ↑  The Sims 4 Expansion Packs Ranked, According to Critics (англ.). CBR (22 июля 2020). Дата обращения: 28 июля 2020. Архивировано 28 июля 2020 года.
51. 1 2 3 4  Análisis de Los Sims 4: Vida Ecológica para PC, PS4 y Xbox One (исп.). IGN España (8 июня 2020). Дата обращения: 12 июня 2020. Архивировано 12 июня 2020 года.
52. 1 2  Angelo Herndon. Let Me Live. — Ann Arbor, MI: University of Michigan Press, 2007. — ISBN 978-0-472-03199-3.
53. ↑  Sims Fans Underestimated the Eco Lifestyle Expansion (англ.). CBR (11 июня 2020). Дата обращения: 12 июня 2020. Архивировано 12 июня 2020 года.
54. ↑  EDITORIAL: Sims 4 Eco Lifestyle has made me a Better Person. Critic - Te Arohi. Дата обращения: 10 августа 2020. Архивировано 4 августа 2020 года.
55. 1 2  Alice Bell. The Sims 4 Eco Lifestyle review (англ.). Rock, Paper, Shotgun (10 июня 2020). Дата обращения: 12 июня 2020. Архивировано 12 июня 2020 года.